# Ciclocross de Villarcayo
El Ciclocross de Villarcayo es una carrera ciclista de ciclocrós española que se disputa en la localidad burgalesa de Villarcayo, en el mes de octubre. 
Junto al Ciclocross de Medina de Pomar, que se disputa un día antes, desde el 2005 forma parte del Circuito Provincial de Ciclocross de la Diputación.
Se creó en 2004 como amateur hasta que en 2009 ascendió al profesionalismo en la categoría C2 (última categoría del profesionalismo). Desde 2012 de nuevo volvió a ser amateur.

## Palmarés
En amarillo: edición amateur.
| Año  | Ganador                  | Segundo                   | Tercero                  |
| ---- | ------------------------ | ------------------------- | ------------------------ |
| 2003 | Haitz Ortiz              | Sem Mújika                | Joseba León              |
| 2004 | Santiago Armero          | José Antonio Diez Arriola | Joseba León              |
| 2005 | ?                        | ?                         | ?                        |
| 2006 | Unai Yus                 | José Antonio Diez Arriola | Óscar Vázquez            |
| 2007 | Óscar Vázquez            | Unai Yus                  | Mauro González           |
| 2008 | Bart Verschueren         | Isaac Suárez              | Mauro González           |
| 2009 | Stijn Huys               | Javier Ruiz de Larrinaga  | Isaac Suárez             |
| 2010 | Sven Beelen              | Bart Verschueren          | Isaac Suárez             |
| 2011 | Vincent Baestaens        | Sven Beelen               | Javier Ruiz de Larrinaga |
| 2012 | Javier Ruiz de Larrinaga | Isaac Suárez              | Aitor Hernández          |
| 2013 | Aitor Hernández          | Aketza Peña               | Kevin Suárez             |
| 2014 | Kevin Suárez             | Aitor Hernández           | Isamnel Félix Barba      |
| 2015 | Aitor Hernández          | Ismael Esteban            | Íñigo Gómez              |
| 2016 | Ismael Esteban           | David Lozano Riba         | Aitor Hernández          |
| 2017 | Felipe Orts              | Kevin Suárez              | Martín Mata              |
| 2019 | Xabier Murias            | Ismael Esteban            | Aitor Hernández          |
| 2020 | no se disputó            |                           |                          |
| 2021 | Felipe Orts              | Kevin Suárez              | Gonzalo Inguazo          |

## Palmarés por países
| País    | Victorias |
| ------- | --------- |
| España  | 11        |
| Bélgica | 3         |